# أم رويم (السوادن)

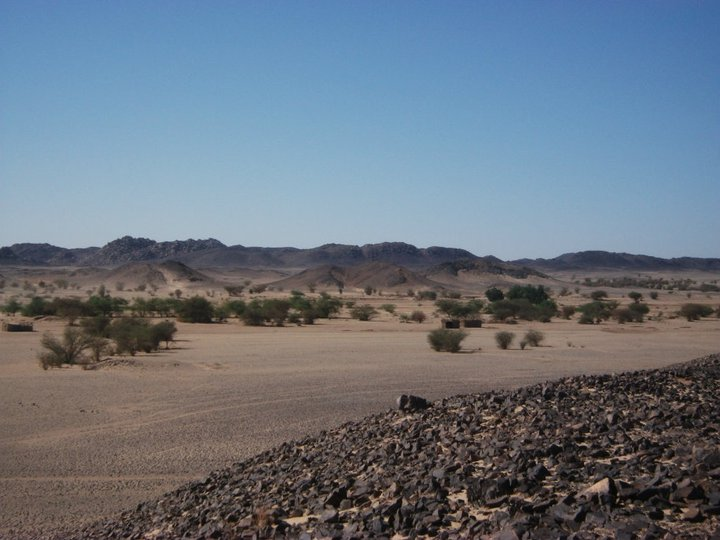
أم رويم

منظر للبناء القديم أم الرويم

أم رويم هو موقع أطلال أثري على بعد 4 كيلومترات (2.5 ميل) من الغزالي في السودان الحالي. يتكون الموقع من حصنين وبعض المقابر، ويقع جنوب الشلال الرابع للنيل في وادي أبو دوم. هناك نوعان من الحصون الموثقة للفترة المروية (300 ق.م إلى 300 م). يبلغ قياس أم الرويم 1 50 × 50 مترًا (160 قدمًا × 160 قدمًا) وله أربعة أبراج. أم الرويم الثانية، 400 متر (1300 قدم) إلى الجنوب الشرقي، لديها مخطط أبسط يتكون فقط من جدار محيط. قد تكون وظيفة هذه الحصون عسكرية، لكنها غير مؤكدة. بالقرب من المواقع توجد مقابر صغيرة تم التنقيب فيها جزئيًا. كانت أم الرويم غير معروفة حتى الخمسينيات من القرن الماضي، عندما تم مسح آثارها المسيحية. يشمل مسح مستمر أجرته أنجيليكا لوواسر من جامعة مونستر منذ عام 2009 في منطقة وادي أبو دوم توثيق آثار أم روييم.